# Styloniscus
Styloniscus é um género de crustáceo da família Styloniscidae.
Este género contém as seguintes espécies:
- Styloniscus sp. nov.
- Styloniscus araucanicus (Verhoeff, 1939)
- Styloniscus australiensis Vandel, 1973
- Styloniscus australis (Dollfus, 1890)
- Styloniscus austroafricanus (Barnard, 1932)
- Styloniscus capensis (Barnard, 1932)
- Styloniscus cestus (Barnard, 1932)
- Styloniscus commensalis (Chilton, 1910)
- Styloniscus georgensis (Barnard, 1932)
- Styloniscus hirsutus Green, 1971
- Styloniscus horae (Barnard, 1932)
- Styloniscus hottentoti (Barnard, 1932)
- Styloniscus iheringi (Verhoeff, 1939)
- Styloniscus insulanus Ferrara & Taiti, 1983
- Styloniscus japonicus Nunomura, 2000
- Styloniscus jeanneli (Paulian de Félice, 1940)
- Styloniscus katakurai Nunomura, 2007
- Styloniscus kermadecensis (Chilton, 1911)
- Styloniscus maculosus Green, 1961
- Styloniscus magellanicus Dana, 1853
- Styloniscus maldivensis Taiti, 2014
- Styloniscus manuvaka Taiti & Wynne, 2015
- Styloniscus mauritiensis (Barnard, 1936)
- Styloniscus monocellatus (Dollfus, 1890)
- Styloniscus moruliceps (Barnard, 1932)
- Styloniscus murrayi (Dollfus, 1890)
- Styloniscus natalensis (Barnard, 1932)
- Styloniscus nichollsi Vandel, 1952
- Styloniscus nordenskjoeldi (Verhoeff, 1939)
- Styloniscus otakensis (Chilton, 1901)
- Styloniscus pallidus (Verhoeff, 1939)
- Styloniscus phormianus (Chilton, 1901)
- Styloniscus planus Green, 1971
- Styloniscus riversdalei (Barnard, 1932)
- Styloniscus romanorum Vandel, 1973
- Styloniscus schwabei (Verhoeff, 1939)
- Styloniscus simplex Vandel, 1981
- Styloniscus simrothi (Verhoeff, 1939)
- Styloniscus spinosus (Patience, 1907)
- Styloniscus squarrosus Green, 1961
- Styloniscus swellendami (Barnard, 1932)
- Styloniscus sylvestris Green, 1971
- Styloniscus tabulae (Barnard, 1932)
- Styloniscus thomsoni (Chilton, 1885)
- Styloniscus ventosus (Barnard, 1932)
- Styloniscus verrucosus (Budde-Lund, 1906)